# Amerikansk älg
Amerikansk älg (Alces americanus) är en art i ordningen partåiga hovdjur som förekommer i Nordamerika och i nordöstra Asien. Den utgör tillsammans med europeisk älg (Alces alces) de största nu levande hjortdjuren.
Alla älgar sammanfattades fram till mitten av 2000-talet som en enda art med varierande antal underarter. Efter olika fylogenetiska studier delas släktet älgar (Alces) i två arter.

## Utseende
Hanar är tydligt tyngre än honor men skillnaden i storleken är inte lika påfallande. En genomsnittlig tjur har en kroppslängd (huvud och bål) av 250 till 320 cm och en vikt mellan 360 och 600 kg. Älgkon är vanligen 240 till 310 cm lång och väger 270 till 400 kg. Artens mankhöjd varierar mellan 140 och 235 cm och svansen är 5 till 12 cm lång. Populationen med de tyngsta individerna, som ibland listas som underart (Alces alces gigas), lever i Alaska och i det kanadensiska territoriet Yukon. Där blir hanar upp till 771 kg och honor upp till 573 kg tunga. Under större delen av året bär hanarna horn av benvävnad som kan ha en spannvid av 2 meter och en vikt av cirka 30 kg. Hos amerikansk älg är skovelhorn vanligast som i formen påminner om fjärilens vingar med flera utskott.
Den robusta bålen står i kontrast till de långa och ganska smala benen. Huvudet kännetecknas av en bred överhängande och rörlig nos samt av hårtäckta hudflikar vid halsen som påminner om en koklocka. Pälsen bildas av en fin underull och av täckhår som på vissa kroppsdelar kan vara 15 till 25 cm långa. På ovansidan varierar färgen mellan svartbrun, rödbrun och gråbrun, undersidan är allmänt något ljusare och dessutom är vinterpälsen ljusare än sommarpälsen. Genom sina breda klövar har arten bra förmåga att vandra över träsk och snö.

## Utbredning och habitat
Utbredningsområdet sträcker sig i Nordamerika över Kanadas och Alaskas tajga samt över delar av den i norr anslutande tundran. I Klippiga bergen når arten söderut till Utah och vid de Stora sjöarna förekommer amerikansk älg fram till norra Minnesota och norra Wisconsin. Mellan Ontariosjön och Atlanten ligger den södra utbredningsgränsen i norra delen av delstaten New York och faller ungefär ihop med gränsen mellan Vermont respektive New Hampshire och Massachusetts.
Arten lever även i östra Ryssland, nordöstra Kina och nordöstra Mongoliet. Som gräns mot europeisk älg anses floden Jenisej men det förekommer en större region där de båda arterna parar sig med varandra (hybridisering).
Amerikansk älg vistas gärna i mera öppna skogar med gläntor, träsk, insjöar.  Det kan vara barr-, löv- eller blandskogar. Arten besöker även det angränsande öppna landskapet, inklusive jordbruksmark, men den söker under varma och soliga dagar skydd i skuggan.

## Ekologi
Denna älg är liksom sin nära släkting främst aktiv under skymningen och gryningen. Den kan beroende på vädret vara aktiv under andra dagtider och den håller ingen vinterdvala. Individerna lever utanför parningstiden ensam. Bara under vintern kan det bildas mindre flockar och honor lever en längre tid ihop med sina ungar. Några populationer utför längre vandringar som i Nordamerika är upp till 180 km långa medan östasiatiska älgar vandra upp till 300 km. Revirets storlek varierar mellan 3,6 och 260 km² och är oftast 20 till 30 km². Liksom sin europeiska släkting går amerikansk älg långsam genom skogen när den känner sig ohotad. Under flykten når den en hastighet upp till 56 km/h.
Arten är växtätare och livnär sig bland annat av kvistar, löv, bark, rötter och unga växtskott. Vattenväxter som näckrosor, fräken, nateväxter eller arter av bläddresläktet ingår främst under sommaren i födan. Under vintern utgörs en större del av födan av barr. Ofta är födans sammansättning beroende av utbudet. Till exempel består vinterdieten i centrala Alaska till 94 % av arter från videsläktet. En amerikansk älg behöver ungefär 20 kg föda per dag. I regionen där arten är ohotad (till exempel Isle Royale) kan den avsevärd förändra skogen som den lever i, antalet höga träd minskar och undervegetationen blir tätare.
Under brunsten mellan september och oktober försöker hanar få kontakt med en hona och ibland uppstår strider mellan olika tjurar om rätten att para sig. Ett sätt att framkalla honans uppmärksamhet är att bada i slam som blandades med urin vad som ger en tydlig kroppslukt. Dräktigheten varar ungefär åtta månader (216 till 264 dagar) och sedan föds oftast en kalv men tvillingar är inte helt ovanliga men trillingar förekommer sällan. Födelsen sker i maj eller juni. Kalven väger vid födelsen 11 till 16 kg och den har inga ljusa prickar i motsats till ungar hos de flesta andra hjortdjuren. Ungen börjar efter ungefär tre veckor med fast föda men den diar sin mor fram till augusti eller sällan till november. Efter cirka ett år innan den nästa kalven föds måste ungdjuret lämna honan men den kan ibland komma tillbaka för en kortare tid.
Amerikanska älgar av båda kön blir tidigast efter ett år och vanligen efter två år könsmogna. Däremot parar sig tjurar sällan innan de är 4 eller 5 år gamla på grund av att de inte kan utmana äldre tjurar. Bara enstaka tjurar blir i naturen äldre än 15 år och vissa honor kan leva 22 år i vildmarken.
Vuxna individer har bra förmåga att försvara sig med hjälp av hovarna eller hornen. Kalvar kan falla offer för brunbjörn, svartbjörn, vargar och ibland för andra rovdjur. Däremot orsakas kalvarnas död oftast av kalla och snörika vintrar.

## Taxonomi
Uppdelningen av släktet älgar (Alces) i två arter skedde under mitten av 2000-talet. Studier av europeisk älg och amerikansk älg visade att de skiljer sig i sina genetiska egenskaper (Boeskorov 1997, Hundertmark et al. 2002, Udina et al. 2002). Dessutom finns morfologiska skillnader i konstruktionen av två benbitar i överkäken (premaxilla), i storleken och formen av hanarnas horn, i pälsfärgen och i de allmänna kroppsproportionerna. Standardverket Mammal Species of the World och IUCN valde därför att följa denna indelning. Ett visst tvivel angående särskiljningen kvarstår.
Flera underarter har beskrivits av olika auktoriteter. Mammal Species of the World och IUCN godkänner bara nominatformen Alces americanus americanus och den asiatiska underarten Alces americanus cameloides (Milne-Edwards, 1867).

## Status
I delar av utbredningsområdet, såsom i södra Kanada minskade beståndet betydligt på grund av att den ursprungliga skogen ersatts med skogstyper som är lämpligare för skogsbruk, eller att den ersatts med jordbruksmark. Vitsvanshjorten (Odocoileus virginianus) invandrade till dessa förändrade habitat och konkurrerar med älgen. Dessutom är vitsvanshjorten värd för en parasitmask (Parelaphostrongylus tenuis) som lever i hjortdjurens hjärna och kan medföra värdens död. Masken kan även angripa amerikansk älg.
Å andra sidan kan även älgen anpassa sig till förändrade landskap. Den ökade därför sitt utbredningsområde i delar av västra Kanada (British Columbia) i fuktiga skogar som omvandlats av människor. Där blev älgen en rival till den inhemska svartsvanshjorten.
Amerikansk älg förekommer i många skyddsområden och hela beståndet uppskattas vara stabilt. Den listas därför av IUCN som livskraftig (Least Concern).